# Medicina delle migrazioni
La medicina delle migrazioni è la branca disciplinare medica che si occupa delle condizioni degli immigrati e ne approfondisce gli aspetti legati al loro rapporto con la cultura che li ospita.

## Società italiana di medicina delle migrazioni
Nel febbraio 1990 si è costituita a Roma la S.I.M.M. (Società italiana di medicina delle migrazioni), nata dall'esigenza di diversi medici, volontari e operatori sociosanitari di fronte all'emergenza di sanità pubblica legata agli immigrati in arrivo nelle varie città italiane.

## Campi di interesse ed azione
L'antropologia medica è uno dei campi di interesse di questa disciplina essendo importante, al riguardo, il riconoscimento della complessità dei problemi di salute che vanno affrontati considerando la cultura di appartenenza dei soggetti interessati. 
In questo ambito diventa molto utile conoscere l'eventuale diverso approccio culturale dell'immigrato in relazione alle pratiche mediche in uso nel paese di provenienza.
La medicina delle migrazioni non si interessa solo dell'epidemiologia ma offre un approccio antropologico/medico e punta ad instaurare una relazione tra medico e paziente rispettosa delle diverse concezioni per integrarle nel sistema sanitario del paese che accoglie i migranti.

## Corsi universitari
In Italia varie Università degli studi hanno offerto o offrono corsi accademici di Medicina delle migrazioni, ad esempio l'Università degli Studi di Genova e l'Università degli Studi di Roma "La Sapienza".